# Ayats

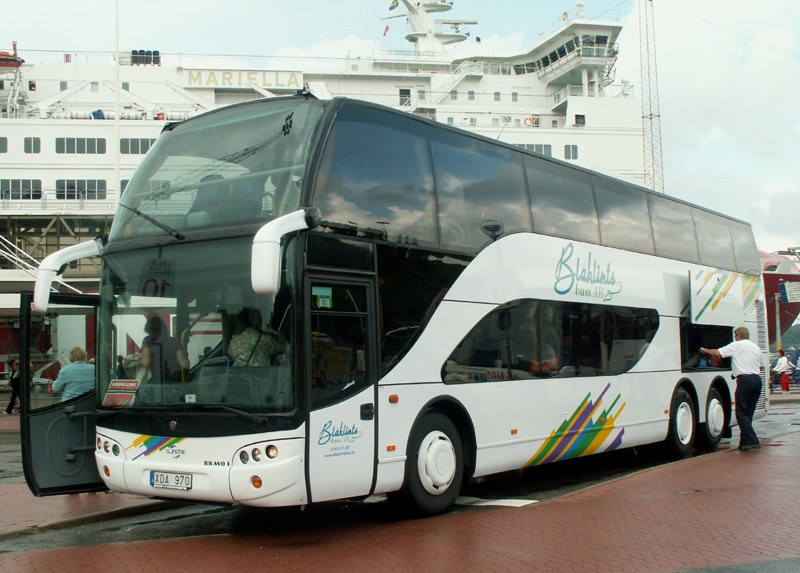
Ayats Bravo I

Ayats är en busstillverkare grundad 1905 i Arbúcies, Spanien.
I Sverige är busstillverkarens modeller ännu relativt ovanliga, det finns bara några exemplar av Bravomodellen. Men på sommaren kan ett flertal av tillverkarens modeller ses på vägarna.
Ayats bygger karosser antingen som helbyggen eller som på olika chassier.
I Sverige är det vanligast med karosser byggda på Scanias chassier. De helbyggda bussarna från Ayats byggs på tyska MAN:s chassier.
Ayats modeller omfattar idag fyra modeller: Platinum som är en midibuss, Atlantis som är en högdäckad turistbuss, Bravo som är en dubbeldäckare samt City som är en dubbeldäckare för stadstrafik, vanligen som sightseeingbuss utan tak på övervåningen.